# Gliese 268

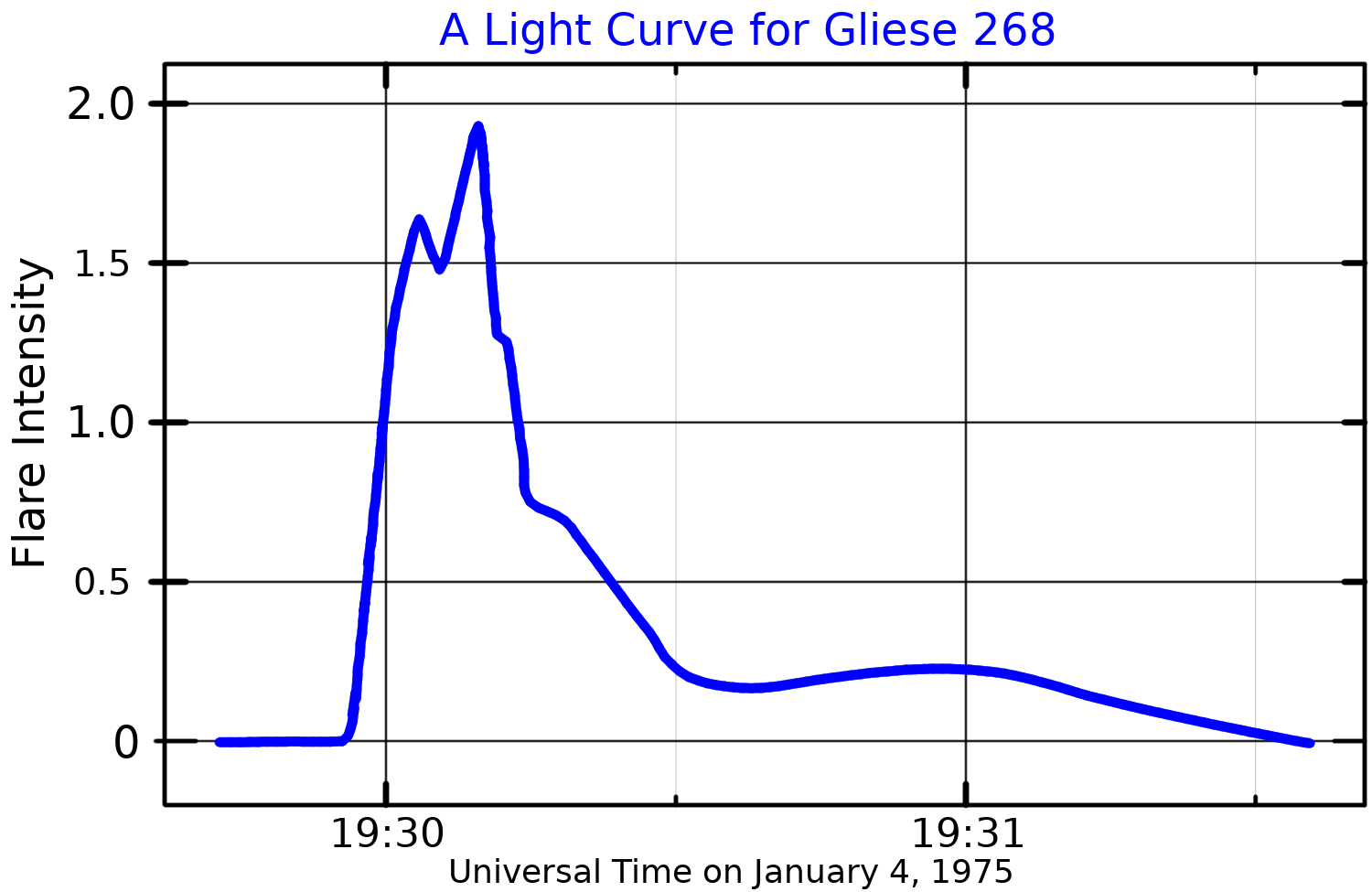
Lichtkromme van een flare van Gliese 268

Gliese 268 is een tweevoudige ster in het sterrenbeeld Voerman met een magnitude van +11,519  en een spectraalklasse van M4.5Ve en M.V. De ster bevindt zich 19,74 lichtjaar van de zon.